# Warreopsis
Warreopsis là một chi phong lan trong họ Orchidaceae.